# Linkage & Mind
Linkage & Mind – юридична компанія, що надає повний спектр юридичних послуг своїм клієнтам. Компанія має три офіси - два в Казахстані (Алмати і Астана) і один в Лондоні і обслуговує як місцевих клієнтів, так і цілу низку великих міжнародних компаній.
Список основних юридичних послуг включає:
- Корпоративне право, злиття та поглинання
- Податки та інвестиції
- Суди і арбітраж
- Фінанси та цінні папери
- Державно-приватне партнерство
- Держрегулювання

## Історія
Юридичну компанію Linkage & Mind було засновано в 2005 році і на даний момент вона має три діючі офіси - в Астані, Алмати і Лондоні. Співробітники компанії говорять німецькою, англійською, російською та казахською мовами. Приблизно 75% всіх клієнтів компанії - іноземні компанії, а сама Linkage & Mind має партнерські стосунки з відомими юридичними компаніями США, Європи та Азії.

## Галузі
Компанія спеціалізується на таких галузях:
- Природні ресурси та енергетика
- Промисловість і виробництво
- Будівництво та інфраструктура
- Сільське господарство
- Технології і телекомунікації
- Торгівля
- Фармацевтика і хімія
- Фінансові послуги

## Клієнти
Серед клієнтів Linkage & Mind такі компанії як Корейська національна нафтова компанія, Elbit Systems, Fortis Mining LTD, Банк розвитку Китаю, Tau – Ken Samruk, GlaxoSmithKline, Swiss Life, Food Master, Банк Сінгапуру, Sumitomo Corporation, Tulpar Talgo, Kaznex Invest, Alarko, Фонд прямого інвестування HANHONG Private Equity Fund і т.д.

## Членство та партнерство
З моменту свого заснування компанія розвиває партнерські відносини з багатьма компаніями, а також є членом багатьох профільних організацій, включаючи наступні:
- Казахстанська Асоціація правників нафтогазової галузі (KPLA)
- Торгово-промислова палата республіки Казахстан (CCI RK)
- Європейська бізнес-асоціація Казахстану (EUROBAK)
- Американська торгова палата в Казахстані (AmCham)
- Союз Німецької Економіки в Республіці Казахстан (VDW)
- Казахстансько-корейська ділова рада
- Торгово-економічний відділ Посольства Іспанії
- Торгово-економічний відділ Посольства Австрії
- Спілка бізнесменів Казахстану та Туреччини (KATIAD)
- Асоціація французьких ділових кіл в Казахстані (ACFAK)
- Міжнародна асоціація юристів (IBA)

Компанія також є присутньою у галузевих юридичних каталогах, як наприклад, Legal 500, Women in Business Law та Euromoney.

## Нагороди та премії
Компанія отримала такі нагороди та премії:
- «Фірма року в Казахстані в сфері податкового права 2013», Corporate INTL Юридичні Awards, Лондон
- «Юридична фірма року в податковому праві в Казахстані 2014», Global 100 М & International, Лондон
- «Найкращі в Казахстані» за рейтингом журналу Euromoney - Legal Media Group - номінація «Жінки в підприємницькій справі 2012», Лондон
- «Фірма року в Казахстані в сфері податкового права 2012», Corporate INTL Global Awards, Лондон
- «Рекомендована юридична компанія в сфері корпоративного податкового права в Казахстані»
- «Найкращі в Казахстані» за рейтингом журналу Euromoney - Legal Media Group - номінація «Жінки в підприємницькій справі 2011», Лондон
- «Фірма року в податковому праві в Казахстані 2011», Global Law Experts
- «Юридична фірма року в Казахстані 2011», державно-приватне партнерство, Лондон
- «Фірма року в сфері злиття та поглинання 2013», Lawyer Monthly, Лондон

## Публікації у ЗМІ
| Дата              | Подія                                                                              | Посилання |
| ----------------- | ---------------------------------------------------------------------------------- | --- |
| СІЧЕНЬ 26, 2012   | Злиття Carlson Hotels и Residor                                                    | https://web.archive.org/web/20150704020140/http://www.kursiv.kz/freshkursiv/details/kompanii1/carlson-i-residor-porodnilis-brendami/                                              |
| БЕРЕЗЕНЬ 07, 2012 | Штраф за недобросовісну конкуренцію                                                | https://web.archive.org/web/20150704022651/http://www.kursiv.kz/freshkursiv/details/finansy1/azk-proverit-kaspi/                                                                  |
| КВІТЕНЬ 19, 2012  | Розвиток бізнесу та інвестиції в Казахстан, Відень, Австрія                        | http://www.slideshare.net/KazCham/ma-in-kazakhstan [Архівовано 4 липня 2015 у Wayback Machine.]                                                                                   |
| КВІТЕНЬ 19, 2012  | Конвенції з уникнення подвійного оподаткування                                     | https://web.archive.org/web/20150704025306/http://www.kursiv.kz/news/details/tendencii-weekly/dvojnoj-udar/                                                                       |
| ЛИПЕНЬ 12, 2012   | Незаконний демонтаж білбордів                                                      | https://web.archive.org/web/20150704025005/http://www.kursiv.kz/news/details/vlast/almatyzharnama-demontiruet-bilbordy-po-ukazaniyu-upravleniya-kultury-g-almaty/                 |
| ЛИПЕНЬ 19, 2012   | Нові типи отримання прав на надрокористування                                      | https://web.archive.org/web/20150704014909/http://www.kursiv.kz/news/details/kompanii1/proekt-vperedi-loshadi/                                                                    |
| СЕРПЕНЬ 02, 2012  | Суперечка виробників пива відносно торгових марок                                  | https://web.archive.org/web/20150704031558/http://www.kursiv.kz/freshkursiv/details/kompanii1/yefes-i-karlsberg-v-odnoj-kruzhke/                                                  |
| СІЧЕНЬ 21, 2013   | Банкрутство забудовника                                                            | https://web.archive.org/web/20150704014557/http://www.kursiv.kz/news/details/vlast1/poslednee-delo-dolshhikov/                                                                    |
| СІЧЕНЬ 29, 2013   | Проблеми надрокористування                                                         | https://web.archive.org/web/20150704014904/http://www.kursiv.kz/news/details/kompanii1/poker-face-dlya-tau-ken-samruk/                                                            |
| БЕРЕЗЕНЬ 13, 2013 | Переведення статей адміністративного кодексу в карний скоротить рівень злочинності | http://tengrinews.kz/kazakhstan_news/perevod-statey-administrativnogo-kodeksa-ugolovnyiy-sokratit-uroven-prestupnosti-229920/ [Архівовано 13 березня 2013 у Wayback Machine.]     |
| КВІТЕНЬ 19, 2013  | Бунтівники в юриспруденції                                                         | https://web.archive.org/web/20150704015317/http://www.kursiv.kz/freshkursiv/details/svoi-biznes-weekly/Buntari-yurisprudentcii/                                                   |
| ЛИПЕНЬ 06, 2013   | ПДВ та імпорт деяких фармпрепаратів                                                | https://web.archive.org/web/20150704022254/http://www.kursiv.kz/freshkursiv/details/vlast1/Tajna-pokrytaya-farmoj/                                                                |
| ЛИПЕНЬ 24, 2013   | Юридичні труднощі угод злиття/поглинання в Казахстані                              | http://www.slideshare.net/KazCham/lawyer-monthly-ma-madina-interview-july13 [Архівовано 4 липня 2015 у Wayback Machine.]                                                          |
| ЖОВТЕНЬ 31, 2013  | Податкові ризики для інвесторів в Казахстані                                       | http://www.slideshare.net/KazCham/tax-cons [Архівовано 4 липня 2015 у Wayback Machine.]                                                                                           |
| ЛИСТОПАД 19, 2013 | Юридичний ринок Казахстану                                                         | http://www.lawgazette.co.uk/practice/kazakhstan-is-a-magnet-for-investors-but-its-legal-system-is-a-work-in-progress/5038664.article [Архівовано 4 липня 2015 у Wayback Machine.] |
| ВЕРЕСЕНЬ 11, 2014 | Іспанський корпоративний семінар                                                   | http://www.slideshare.net/linkageandmind/doing-business-in-kz-final-28linkage-and-mind [Архівовано 4 липня 2015 у Wayback Machine.]                                               |
| ГРУДЕНЬ 15, 2014  | Інтерв'ю для американського телебачення                                            | http://www.us-television.tv/sector/linkage-mind-llp [Архівовано 4 липня 2015 у Wayback Machine.]                                                                                  |